# 26 Komenda Odcinka Sejny
26 Komenda Odcinka Sejny – nieistniejący obecnie samodzielny pododdział Wojsk Ochrony Pogranicza.

## Formowanie i zmiany organizacyjne
26 Komenda Odcinka sformowana została w 1945 w strukturze organizacyjnej 6 Oddziału Ochrony Pogranicza. Na potrzeby 26 komendy odcinka w Sejnach, zajęto budynek obecnie istniejącego Liceum Ogólnokształcącego im. S. Konarskiego przy ulicy Łąkowej 1 .
We wrześniu 1946 odcinek przekazano nowo sformowanemu Białostockiemu Oddziałowi WOP nr 6. 24 kwietnia 1948 , na bazie 26 Komendy Odcinka sformowano Samodzielny Batalion Ochrony Pogranicza nr 13.

### Struktura organizacyjna
Dyslokacja 26 Komendy Odcinka przedstawiała się następująco:
- komendantura odcinka i pododdziały sztabowe – Sejny
- 122 strażnica – Wołyńce
- 123 strażnica – Sankury
- 124 strażnica – Hołny Wolmera
- 125 strażnica – Stanowisko.

## Dowódcy komendy
- ppor. Jerzy Iwanowski – 1945[2]
- mjr Stanisław Stankiewicz[4].